# Liste der Brücken über den Glenner
Die Liste der Brücken über den Glenner enthält die Glenner-Brücken von der Quelle am Fusse des Piz Terri bis zur Mündung bei Ilanz in den Vorderrhein.
17 Brücken führen über den Fluss: Neun Strassenbrücken, sieben Fussgängerbrücken und eine Eisenbahnbrücke.
| Bild | Name                    | Ort                | Lage             | Funktion                                  | Konstruktion                           | Material   | Länge in m | Höhe m ü. M. | Bemerkungen |
| ---- | ----------------------- | ------------------ | ---------------- | ----------------------------------------- | -------------------------------------- | ---------- | ---------- | ------------ | --- |
|      | Unbenannte Brücke       | Vrin-Vanescha      | 46.60817 9.07728 | Fussgängerbrücke                          | Hängebrücke                            | Holz Stahl | 25         | 1688         | Stahlseil-Holzhängebrücke mit Schranke, renoviert 2016 Bergwanderweg zur Alp Scharboda |
|      | Unbenannte Brücke       | Vrin-Pardatsch     | 46.6296 9.08711  | Strassenbrücke (einspurig)                | Balkenbrücke                           | Holz       | 15         | 1480         | Gebaut ca. 1964 Alpinwanderroute Patnaulpass |
|      | Unbenannte Brücke       | Vrin-Sogn Giusep   | 46.6409 9.08784  | Strassenbrücke (einspurig)                | Balkenbrücke                           | Holz       | 10         | 1406         | Gebaut ca. 1990 Fahrverbot für Motorwagen, Motorräder und Motorfahrräder: Ausgenommen landwirtschaftlicher Verkehr und Zugangsberechtigte mit Bewilligung |
|      | Brücke Pkt. 1401        | Vrin-Sogn Giusep   | 46.64128 9.08765 | Fussgängerbrücke                          | Stein-Bogenbrücke                      | Stein      | 15         | 1401         | Gebaut ca. 1874 Historische Steinbogenbrücke mit grasbewachsenem Boden Das Bauwerk ist im Inventar historischer Verkehrswege der Schweiz (IVS) als regionales Kulturgut aufgeführt. Alpinwanderroute Patnaulpass Wanderroute Orte der Magie - Vrin |
|      | Unbenannte Brücke       | Vrin-Cons          | 46.64554 9.092   | Strassenbrücke (einspurig)                | Balkenbrücke                           | Beton      | 15         | 1374         | Alpinwanderroute Patnaulpass Wanderroute Orte der Magie - Vrin |
|      | Unbenannte Brücke       | Lumbrein-Surin     | 46.66072 9.11106 | Strassenbrücke (einspurig)                | Balkenbrücke                           | Holz Stahl | 15         | 1253         | Gebaut ca. 1939 Wanderrouten Orte der Magie - Surin und Kronenwanderung Läntahütte - Zevreila - Vrin E-Mountainbiketours „Durch die Surselva (3 Tage) Ilanz - Lumnezia - Obersaxen - Brigels - Ilanz“ und „Durch die Val Lumnezia“ |
|      | Unbenannte Brücke       | Lumbrein-Surin     | 46.66735 9.11182 | Fussgängerbrücke (weggerissen)            | Balkenbrücke                           | Stahl      | 15         | 1182         | Gebaut ca. 2003 Zerstört durch Unwetter im Frühling 2019 Bergwanderweg |
|      | Glennerbrücke Surin     | Lumbrein-Surin     | 46.67074 9.12061 | Strassenbrücke (zweispurig)               | Bogenbrücke mit obenliegender Fahrbahn | Beton      | 40         | 1158         | Gebaut ca. 1963 Betonbogenbrücke mit Metallgeländer, renoviert mit neuer Fahrbahnplatte 1999 Höchstgeschwindigkeit 80 km/h Mountainbikeland-Route 1 Alpine Bike (Etappe 7 Safien Platz–Lumbrein) und Route 90 Graubünden Bike (Etappe 10 Safien Platz–Lumbrein) |
|      | Holzbrücke Silgin       | Lumbrein-Silgin    | 46.67463 9.12964 | Fussgängerbrücke                          | Gedeckte Brücke                        | Holz       | 22         | 1138         | Gedeckte Holzbrücke, gebaut 1880, saniert 2016 Bergwanderweg |
|      | Holzbrücke Vignogn      | Vignogn – Surcasti | 46.68293 9.15202 | Fussgängerbrücke                          | Gedeckte Brücke                        | Holz       | 12         | 986          | Gedeckte Holzbrücke, gebaut 1897, saniert 2005 und 2012 Bergwanderweg |
|      | Unbenannte Brücke       | Degen – Surcasti   | 46.70279 9.18044 | Fussgängerbrücke                          | Hängebrücke                            | Stahl      | 20         | 857          | Drahtseil-Metallhängebrücke mit Holzboden und Schranke Bergwanderweg |
|      | Glennerbrücke Peidenbad | Peiden-Bad         | 46.71627 9.19926 | Strassenbrücke (zweispurig)               | Sprengwerkbrücke                       | Beton Holz | 45         | 821          | Sprengwerkbrücke aus Kantholz mit Betonfahrbahn, gebaut 2002, ersetzte Stahlfachwerkbrücke von 1892 Die Luzius Kapelle steht am linken Flussufer Höchstgeschwindigkeit 80 km/h, Höchstgewicht 16 t PostAuto-Buslinie 434 (Uors – Camuns – Vella) E-Mountainbiketours „Durch die Val Lumnezia“ und „Ilanz - Bündner Rigi - Davos Munts - Ilanz“ |
|      | Valserstrasse-Brücke    | Lumnezia – Pitasch | 46.73769 9.21509 | Strassenbrücke (zweispurig)               | Balkenbrücke                           | Beton      | 220        | 772          | Gebaut ca. 1990 Betonbalkenbrücke mit Metallgeländer auf Pfeilern Die Brücke überquert den Fluss zweimal Höchstgeschwindigkeit 80 km/h PostAuto-Buslinie 431 (Ilanz – Vals – Zervreila (Valser-Linie)) E-Mountainbiketours „Ilanz - Bündner Rigi - Davos Munts - Ilanz“ und „Durch die Surselva (3 Tage) Ilanz - Lumnezia - Obersaxen - Brigels - Ilanz“ |
|      | Valserstrasse-Brücke    | Lumnezia – Sevgein | 46.75627 9.21481 | Strassenbrücke (zweispurig) mit Trottoir  | Balkenbrücke                           | Beton      | 70         | 722          | PostAuto-Buslinie 431 (Ilanz – Vals – Zervreila (Valser-Linie)) E-Mountainbiketours „Ilanz - Bündner Rigi - Davos Munts - Ilanz“ und „Durch die Surselva (3 Tage) Ilanz - Lumnezia - Obersaxen - Brigels - Ilanz“ |
|      | Unbenannte Brücke       | Ilanz – Sevgein    | 46.76846 9.20811 | Fussgängerbrücke                          | Hängebrücke                            | Stahl Holz | 40         | 704          | Gebaut ca. 1963 Drahtseil-Metallhängebrücke mit Holzbalkenboden Mountainbikeland-Route 259 Cuolm Sura (Ilanz–Ilanz) und Route 260 Rheinschluchttour (Ilanz–Ilanz) Nordic Walking Graubünden-Route 901 Ilanz, Route 902 Castrisch, Route 903 Sevgein und Route 904 Sevgein–Riein |
|      | Glennerbrücke Ilanz     | Ilanz – Castrisch  | 46.77437 9.21093 | Strassenbrücke (zweispurig) mit Trottoirs | Balkenbrücke                           | Beton      | 50         | 700          | Höchstgeschwindigkeit 50 km/h PostAuto-Buslinien 403 (Ilanz – Versam Dorf) und 405 (Ilanz – Riein) Veloland-Route 2 Rhein-Route (Etappe 2 Disentis–Chur) Gravelbike-Route Vorderrhein (Etappe 1 Chur–Ilanz) Mountainbikeland-Route 258 Isla Sut (Ilanz–Ilanz) Wanderland-Route 6 Alpenpässe-Weg (Etappe 2 Tamins–Ilanz) Nordic Walking Graubünden Routen 901 Ilanz und 902 Castrisch Die hydrometrische Messstation Glenner - Castrisch (2498) vom Bundesamt für Umwelt (BAFU) befindet sich 100 m flussaufwärts auf der rechten Flussseite. |
|      | RhB-Brücke              | Ilanz – Castrisch  | 46.77518 9.21139 | Eisenbahnbrücke (eingleisig)              | Hohlkastenbrücke                       | Beton      | 41         | 698          | Hohlkastenbrücke, gebaut 1959/60, ersetzte Brücke von 1903 Höchstgeschwindigkeit 75 km/h Bahnstrecke Reichenau-Tamins–Disentis/Mustér |